# L'Avellanet (muntanya)
L'Avellanet és una muntanya de 782 metres d'altitud de la Serra de Rubió, dins el terme municipal de Rubió, a la comarca de l'Anoia.
És una elevació gairebé inapreciable en l'apèndix carener que es desprèn cap al nord-oest de la Serra de Rubió, on moren les serres del Mas de Cirerer i de la Comanda.
Accés: molt pròxim a l'Hostal Vell i a escassos metres de la carretera BV-1031 que uneix Igualada amb Prats de Rei.
Al cim hi ha un vèrtex geodèsic (referència 275112001).